# Andrej Smrekar
za druge osebe glej Andrej Smrekar (razločitev) oziroma Andrej Smrekar (umetnostni zgodovinar)
Andrej Smrekar, slovenski rimskokatoliški duhovnik, pesnik in prevajalec, * 29. november 1868, Kneža, † 9. september 1913, Cleveland.

## Življenjepis
Starši so mu bili Franc in Marjana (rojena Božič), ki sta imela kmečko posestvo in tudi gostilno. Smrekar se je leta 1891 izselil v ZDA, kjer je v Saint Paulu (Minnesota) vstopil v semenišče in bil 1897 posvečen. Kot duhovnik je služboval v raznih krajih Minnesote. Leta 1908 pa je dobil stalno slovensko župnijo v Collinwoodu (sedaj že del Clevelanda).

## Literarno delo
Smrekar je svoje pesmi objavljal v skoraj vseh slovenskih časopis, ki so v tistem obdobju izhajali v ZDA. Navdih za pesmi je iskal v preprostih motivih iz narave in medčloveških odnosih, v domoljubju in domotožju. V pesmih se razkrivata melanholična pa tudi vesela stran njegove narave.
Smrekar je tudi veliko prevajal pesmi ameriških pesnikov: med drugimi pesmi H.W. Longfellowa in drugih pesnikov, pa tudi prozna dela V. Hugoja.

## zunanje povezave
- Koblar France. »Smrekar Andrej«. Slovenski biografski leksikon. Ljubljana: ZRC SAZU, 2013 – prek Slovenska biografija.

1. ↑  https://www.obrazislovenskihpokrajin.si/oseba/smrekar-andrej/